# Daniel Gluckstein
Pour les articles homonymes, voir Gluckstein.
 (février 2017).
Si vous disposez d'ouvrages ou d'articles de référence ou si vous connaissez des sites web de qualité traitant du thème abordé ici, merci de compléter l'article en donnant les références utiles à sa vérifiabilité et en les liant à la section « Notes et références ».
Daniel Gluckstein, né le 3 mars 1953 à Paris, est un homme politique trotskiste français.
Il est secrétaire national du Parti des travailleurs (PT) de 1991 à 2008. Candidat du PT à l'élection présidentielle de 2002, il finit en dernière position du premier tour avec 0,47 % des voix.
Après avoir été l'un des secrétaires nationaux du Parti ouvrier indépendant (POI) et coordinateur de l'Entente internationale des travailleurs et des peuples, il participe en 2015 à la fondation du Parti ouvrier indépendant démocratique (POID) — renommé Parti des travailleurs (PT) en 2023 — dont il est secrétaire national.

## Situation personnelle

### Origines et formation
L'intérêt de Daniel Gluckstein pour son histoire familiale contribue, durant son adolescence, à le faire s'engager en politique.
Après des études d'histoire et de lettres, il enseigne ces matières en lycée professionnel.

### Vie privée et familiale
Marié, il est le père de trois enfants.

## Parcours politique

### Débuts
Il fait partie, à l'âge de 14 ans, des comités Viêt Nam, dans le contexte de l'opposition à la guerre du Viêt Nam.
En 1968, il adhère à la Jeunesse communiste révolutionnaire (JCR), puis rejoint la Ligue communiste. Il utilise à l'époque le pseudonyme de Michaël ; en 1973, lors de la dissolution de la Ligue communiste et sa refondation sous le nom de Ligue communiste révolutionnaire, il adopte le nouveau pseudonyme de Seldjouk.
À la fin des années 1970, Daniel Gluckstein participe à une tendance de la LCR, la « tendance léniniste-trotskiste » (ou TLT) animée par Christian Leucate, et qui regroupe plusieurs centaines de membres. En 1979, exclus de la LCR, les animateurs de la TLT partent avec environ 400 militants et fondent la Ligue communiste internationaliste (LCI) ; l'année suivante, ce mouvement fusionne avec l’Organisation communiste internationaliste (OCI), nom utilisé à l'époque par le courant lambertiste. Au départ réticent à la collaboration avec « Lambert », Daniel Gluckstein finit par devenir proche de ce dernier, dont il fera avec le temps figure de « numéro deux ». Il quitte à cette époque l'Éducation nationale pour devenir permanent salarié de l'organisation lambertiste.

### Parti des travailleurs
En 1991, Daniel Gluckstein est élu secrétaire national du Parti des travailleurs (PT), lors de la fondation de cette nouvelle incarnation du parti lambertiste. Aux élections européennes de 1994, il est à la tête d'une liste pour l'Europe des travailleurs et de la démocratie, contre l'UE de Maastricht, qui obtient 0,43 % des voix.

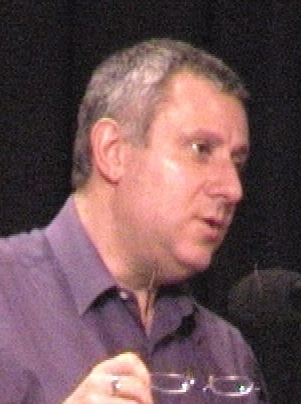
Daniel Gluckstein en 2002.

Candidat aux élections législatives de 1997 à Montreuil (Seine-Saint-Denis), il obtient 0,87 % des voix.
L'année suivante, en 1998, il fonde le « Comité national pour l'abrogation du traité de Maastricht » avec quarante autres militants, dont Frédéric Mérat et des responsables de divers courants internes du Parti communiste français, dont Jean-Jacques Karman et Rémy Auchedé, et du Mouvement des citoyens de Jean-Pierre Chevènement.
Il est candidat du Parti des travailleurs à l'élection présidentielle de 2002 : au premier tour, le 21 avril 2002, il obtient 0,47 % des suffrages, arrivant dernier parmi les seize candidats présents.
Dès le 20 septembre 2003, il appelle avec divers élus dont Gérard Schivardi à la victoire du « non » au référendum sur le traité constitutionnel de l'Union européenne par la création d'un comité ad hoc.
En 2007, il est directeur de campagne de Gérard Schivardi, « candidat de maires », à l'élection présidentielle.

### Parti ouvrier indépendant
En 2008, lors du congrès fondateur du Parti ouvrier indépendant (POI), dans lequel s'est auto-dissout le Parti des travailleurs, il devient un des quatre secrétaires nationaux du nouveau parti, avec Claude Jenet, Gérard Schivardi et Jean Markun.
À l'approche du 5e congrès du Parti ouvrier indépendant, fin 2015, de fortes tensions se font sentir au sein du parti. Alors que le congrès national du courant trotskiste, le Courant communiste internationaliste (CCI), confirme les orientations historiques de l'organisation, la direction nationale restée inchangée adopte des positions limitant l'expression du POI comme parti et met au centre de ses préoccupations les positions adoptées par les différents appareils syndicaux.
Gluckstein annonce alors vouloir créer une tendance — le droit de constituer une tendance est reconnu dans les statuts du courant — soutenue par plus d'un tiers de la direction nationale du courant communiste internationaliste et intitulée « Revenir à une politique de construction de parti ».

### Parti ouvrier indépendant démocratique
Après avoir annoncé vouloir créer une tendance soutenue par plus de 700 membres du Courant communiste internationaliste (CCI) et intitulée « Revenir à une politique de construction de parti », Daniel Gluckstein est suspendu, ainsi que les autres membres de la direction nationale l'ayant soutenu, au motif qu'il ne saurait y avoir de tendance dans le CCI hors période de préparation de congrès — telle est en effet l'interprétation des statuts votée majoritairement par la direction nationale du CCI sur la question des tendances. Un bureau national du POI le démet, ainsi que Gérard Schivardi et Jean Markun, de leurs mandats de secrétaires nationaux.
À l'issue de deux congrès distincts se tenant les 21 et 22 novembre 2015, la tendance lancée par Daniel Gluckstein décide de se former en tant que Parti ouvrier indépendant démocratique qui s'est renommé Parti des travailleurs en novembre 2023. Comme le POI, le PT est présent dans le mouvement syndical, notamment au sein de la confédération Force ouvrière ; le POI a largement investi les appareils syndicaux cherchant à les politiser au compte de LFI et de la candidature de JL Mélenchon à la présidentielle, tandis que le PT se reconnait dans l'orientation traditionnelle du courant trotskyste et de Pierre Lambert d'"indépendance réciproque des partis et des syndicats".

## Résultats électoraux

### Élection présidentielle
| Année | Parti | Parti | 1er tour | 1er tour | 1er tour | 1er tour |
| Année | Parti | Parti | Voix     | %        | Rang     | Issue    |
| ----- | ----- | ----- | -------- | -------- | -------- | -------- |
| 2002  |       | PT    | 132 686  | 0,47     | 16e      | Éliminé  |

### Élections législatives
| Année | Parti | Parti | Circonscription            | 1er tour | 1er tour | 1er tour | 1er tour |
| Année | Parti | Parti | Circonscription            | Voix     | %        | Rang     | Issue    |
| ----- | ----- | ----- | -------------------------- | -------- | -------- | -------- | -------- |
| 1997  |       | PT    | 7e de la Seine-Saint-Denis | 235      | 0,87     | 12e      | Éliminé  |

## Publications
- Qui dirige ? Personne, on s'en charge nous-mêmes. 1986 : de la grève générale étudiante et lycéenne à la crise politique, Selio[6], 1987 À propos de la grève de 1986 contre la réforme Devaquet.
- Pierre Cize et al., Le Fonds monétaire international (F.M.I.) : une entreprise de pillage des peuples, Paris, Selio, 1990, 271 p. (ISBN 2-906981-13-3, OCLC 21891928)
- Daniel Gluckstein (dir.), Alain Meunier (dir.), Marie-Claude Schidlower (dir.) et al., La sécu, elle est à nous ! On s'est battu pour la gagner et on se bat pour la garder ! Novembre-décembre 1995, Paris, Selio, 1996 (ISBN 978-2-906981-18-8, OCLC 463750894)
- Luttes des classes et mondialisation. Le XXe siècle s'achève : putréfié, sénile, parasitaire, l'impérialisme reste une transition, mais vers quoi, Paris, Selio, 1999, 511 p. (ISBN 978-2-906981-20-1, OCLC 468152145)
- Pierre Lambert et Daniel Gluckstein, Itinéraires, Monaco, Éditions du Rocher, 2002, 287 p. (ISBN 978-2-268-04233-6, OCLC 422177839)